# Torōki-Wasserfall
Der Torōki-Wasserfall (japanisch 轟の滝 bzw.トローキの滝, Torōki-no-taki ) ist ein Wasserfall auf der Insel Yakushima in der Präfektur Kagoshima. An einer Flussmündung gelegen, ist er einer der seltenen Wasserfälle im Land, die direkt ins Meer fallen. Der japanische Name des Wasserfalls 轟 (torōki bzw. todoro) bedeutet
"Dröhnen/Donnern".
Weitere Wasserfälle auf der Insel Yakushima in der Nähe des Torōki-Wasserfalls sind der Ōko-Wasserfall („Großer-Fluss“-Wasserfall) mit einer Fallhöhe von 88 m und der Senpiro-Wasserfall („1000 hiro“-Wasserfall) mit einer Fallhöhe von ca. 60 m.